# دينيس ماركوناتو
دينيس ماركوناتو (بالإيطالية: Denis Marconato)‏ مواليد 29 يوليو 1975 في تريفيزو، هو لاعب كرة سلة إيطالي بدأ مسيرته الاحترافية في سنة 1993 يلعب مع فريق دينامو باسكت ساساري. يبلغ طوله 6 قدم 11 بوصة (2.1 م). مثّل منتخب بلاده. شارك في مسابقة كرة السلة في الألعاب الأولمبية الصيفية.

## فرق لعب لها
- نادي برشلونة لكرة السلة
- سان سباستيان غيبوثكوا بي سي
- أولمبيا ميلانو
- بالاكانسترو كانتو

## الميداليات
| الميدالية | المسابقة                                    |
| --------- | ------------------------------------------- |
| فضية      | كرة السلة في الألعاب الأولمبية الصيفية 2004 |
| فضية      | بطولة أمم أوروبا لكرة السلة 1997            |
| ذهبية     | بطولة أمم أوروبا لكرة السلة 1999            |
| برونزية   | بطولة أمم أوروبا لكرة السلة 2003            |

## روابط خارجية
- دينيس ماركوناتو على موقع الاتحاد الدولي لكرة السلة (الإنجليزية)
- دينيس ماركوناتو على موقع الدوري الأوروبي لكرة السلة (الإنجليزية)
- دينيس ماركوناتو على موقع الدوري الإسباني لكرة السلة (الإسبانية)
- دينيس ماركوناتو على موقع كرة السلة الأوروبية.كوم (الإنجليزية)
- دينيس ماركوناتو على موقع ريلجم (الإنجليزية)
- دينيس ماركوناتو على موقع بروبوليرز (الإنجليزية)
- دينيس ماركوناتو على موقع سبورتس رفرنس (الإنجليزية)
- دينيس ماركوناتو على موقع أوليمبيديا (الإنجليزية)
- دينيس ماركوناتو على موقع اللجنة الأولمبية الإيطالية (الإيطالية)